# Lijst van premiers van Finland
Dit is een lijst van premiers van Finland.

## Premiers van Finland (1917-1944)
| Premier | Premier                                            | Ambtstermijn | Partij  |
| ------- | -------------------------------------------------- | ------------ | ------- |
|         | Pehr Evind Svinhufvud af Qvalstad (1x) (1861-1944) | 1917-1918    | NSP/KOK |
|         | Juho Kusti Paasikivi (1x) (1870-1956)              | 1918         | KOK     |
|         | Lauri Johannes Ingman (1x) (1968-1934)             | 1918-1919    | KOK     |
|         | Kaarlo Castrén (1860-1938)                         | 1919         | NPP     |
|         | Juho Heikki Vennola (1x) (1872-1938)               | 1919-1920    | NPP     |
|         | Rafael Waldemar Erich (1879-1946)                  | 1920-1921    | KOK     |
|         | Juho Heikki Vennola (2x) (1872-1938)               | 1921-1922    | NPP     |
|         | Aimo Kaarlo Cajander (1x) (1879-1943)              | 1922         | n/p     |
|         | Kyösti Kallio (1x) (1873-1940)                     | 1922-1924    | ML      |
|         | Aimo Kaarlo Cajander (2x) (1879-1943)              | 1924         | NPP     |
|         | Lauri Johannes Ingman (2x) (1868-1934)             | 1924-1925    | KOK     |
|         | Antti Agaton Tulenheimo (1879-1952)                | 1925         | KOK     |
|         | Kyösti Kallio (2x) (1873-1940)                     | 1925-1926    | ML      |
|         | Väinö Alfred Tanner (1881-1966)                    | 1926-1927    | SDP     |
|         | Juho Emil Sunila (1x) (1875-1936)                  | 1927-1928    | ML      |
|         | Oskari Mantere (1874-1942)                         | 1928-1929    | NPP     |
|         | Kyösti Kallio (3x) (1873-1940)                     | 1929-1930    | ML      |
|         | Pehr Evind Svinhufvud af Qvalstad (2x) (1861-1944) | 1930-1931    | KOK     |
|         | Juho Heikki Vennola (3x) (1872-1938)               | 1931         | NPP     |
|         | Juho Emil Sunila (2x) (1875-1936)                  | 1931-1932    | ML      |
|         | Toivo Mikael Kivimäki (1886-1968)                  | 1932-1936    | NPP     |
|         | Kyösti Kallio (4x) (1873-1940)                     | 1936-1937    | ML      |
|         | Aimo Kaarlo Cajander (3x) (1879-1943)              | 1937-1939    | NPP     |
|         | Risto Heikki Ryti (1889-1956)                      | 1939-1940    | NPP     |
|         | Karl Rudolf Walden (waarnemend)                    | 1940-1941    | Mil.    |
|         | Johan Wilhelm Rangell (1894-1982)                  | 1941-1943    | NPP     |
|         | Edwin Johannes Hildegard Linkomies (1894-1963)     | 1943-1944    | KOK     |
|         | Antti Verner Hackzell (1881-1946)                  | 1944         | KOK     |
|         | Urho Jonas Castrén (1886-1965)                     | 1944         | n/p     |

## Premiers van Finland (1944–heden)
| Nr.   | Premier van Finland | Premier van Finland   | Premier van Finland               | Ambtstermijn             | Ambtstermijn      | Partij(en)                     | Kabinet(en)    | Verkiezing(en) |
| ----- | ------------------- | --------------------- | --------------------------------- | ------------------------ | ----------------- | ------------------------------ | -------------- | -------------- |
| (2)   |                     | Juho Kusti Paasikivi  | Juho Kusti Paasikivi (1870–1956)  | 16 november 1944         | 9 maart 1946      | Nationale Coalitiepartij       | Paasikivi II   |                |
| (2)   | Paasikivi III       | Juho Kusti Paasikivi  | Juho Kusti Paasikivi (1870–1956)  | 16 november 1944         | 9 maart 1946      | Nationale Coalitiepartij       | 1945           |                |
| [ 2 ] | Paasikivi III       |                       | Carl Enckell                      | Carl Enckell (1876–1959) | 9 maart 1946      | 26 maart 1946                  | 1945           | Onafhankelijk  |
| 19    |                     | Mauno Pekkala         | Mauno Pekkala (1890–1952)         | 26 maart 1946            | 29 juli 1948      | Finse Democratische Volksunie  | 1945           | Pekkala        |
| 20    |                     | Karl-August Fagerholm | Karl-August Fagerholm (1901–1984) | 29 juli 1948             | 18 maart 1950     | Sociaal- Democratische Partij  | Fagerholm I    | 1948           |
| 21    |                     | Urho Kekkonen         | Urho Kekkonen (1900–1986)         | 18 maart 1950            | 18 november 1953  | Centrumpartij                  | Kekkonen I     | 1948           |
| 21    | Kekkonen II         | Urho Kekkonen         | Urho Kekkonen (1900–1986)         | 18 maart 1950            | 18 november 1953  | Centrumpartij                  |                | 1948           |
| 21    | Kekkonen III        | Urho Kekkonen         | Urho Kekkonen (1900–1986)         | 18 maart 1950            | 18 november 1953  | Centrumpartij                  | 1951           |                |
| 21    | Kekkonen IV         | Urho Kekkonen         | Urho Kekkonen (1900–1986)         | 18 maart 1950            | 18 november 1953  | Centrumpartij                  | 1951           |                |
| 22    |                     | Sakari Tuomioja       | Sakari Tuomioja (1911–1964)       | 18 november 1953         | 5 mei 1954        | Onafhankelijk                  | 1951           | Tuomioja       |
| 23    |                     | Ralf Törngren         | Ralf Törngren (1899–1961)         | 5 mei 1954               | 20 oktober 1954   | Zweedse Volkspartij in Finland | Törngren       | 1954           |
| (21)  |                     | Urho Kekkonen         | Urho Kekkonen (1900–1986)         | 20 oktober 1954          | 3 maart 1956      | Centrumpartij                  | Kekkonen V     | 1954           |
| (20)  |                     | Karl-August Fagerholm | Karl-August Fagerholm (1901–1984) | 3 maart 1956             | 27 mei 1957       | Sociaal- Democratische Partij  | Fagerholm II   | 1954           |
| 24    |                     | Jussi Sukselainen     | Jussi Sukselainen (1906–1995)     | 27 mei 1957              | 30 november 1957  | Centrumpartij                  | Sukselainen I  | 1954           |
| 25    |                     | Rainer von Fieandt    | Rainer von Fieandt (1890–1972)    | 30 november 1957         | 26 april 1958     | Onafhankelijk                  | Von Fieandt    | 1954           |
| 26    |                     | Reino Kuuskoski       | Reino Kuuskoski (1907–1965)       | 26 april 1958            | 30 augustus 1958  | Onafhankelijk                  | Kuuskoski      | 1954           |
| (20)  |                     | Karl-August Fagerholm | Karl-August Fagerholm (1901–1984) | 30 augustus 1958         | 13 januari 1959   | Sociaal- Democratische Partij  | Fagerholm III  | 1958           |
| (24)  |                     | Jussi Sukselainen     | Jussi Sukselainen (1906–1995)     | 13 januari 1959          | 3 juli 1961       | Centrumpartij                  | Sukselainen II | 1958           |
| [ 4 ] |                     | Eemil Luukka          | Eemil Luukka (1892–1970)          | 3 juli 1961              | 15 augustus 1961  | Centrumpartij                  | Sukselainen II | 1958           |
| 27    |                     | Martti Miettunen      | Martti Miettunen (1907–2002)      | 15 augustus 1961         | 12 april 1962     | Centrumpartij                  | Miettunen I    | 1958           |
| 28    |                     | Ahti Karjalainen      | Ahti Karjalainen (1923–1990)      | 12 april 1962            | 17 december 1963  | Centrumpartij                  | Karjalainen I  | 1962           |
| 29    |                     | Reino Ragnar Lehto    | Reino Ragnar Lehto (1898–1966)    | 17 december 1963         | 12 september 1964 | Onafhankelijk                  | Lehto          | 1962           |
| 30    |                     | Johannes Virolainen   | Johannes Virolainen (1914–2000)   | 12 september 1964        | 26 mei 1966       | Centrumpartij                  | Virolainen     | 1962           |
| 31    |                     | Rafael Paasio         | Rafael Paasio (1903–1980)         | 26 mei 1966              | 22 maart 1968     | Sociaal- Democratische Partij  | Paasio I       | 1966           |
| 32    |                     | Mauno Koivisto        | Mauno Koivisto (1923–2017)        | 22 maart 1968            | 15 mei 1970       | Sociaal- Democratische Partij  | Koivisto I     | 1966           |
| 33    |                     | Teuvo Aura            | Teuvo Aura (1912–1999)            | 15 mei 1970              | 15 juli 1970      | Onafhankelijk                  | Aura I         | 1966           |
| (28)  |                     | Ahti Karjalainen      | Ahti Karjalainen (1923–1990)      | 15 juli 1970             | 30 oktober 1971   | Centrumpartij                  | Karjalainen II | 1970           |
| (33)  |                     | Teuvo Aura            | Teuvo Aura (1912–1999)            | 30 oktober 1971          | 22 februari 1972  | Onafhankelijk                  | Aura II        | 1970           |
| (31)  |                     | Rafael Paasio         | Rafael Paasio (1903–1980)         | 22 februari 1972         | 4 september 1972  | Sociaal- Democratische Partij  | Paasio II      | 1972           |
| 34    |                     | Kalevi Sorsa          | Kalevi Sorsa (1930–2004)          | 4 september 1972         | 13 juni 1975      | Sociaal- Democratische Partij  | Sorsa I        | 1972           |
| 35    |                     | Keijo Liinamaa        | Keijo Liinamaa (1929–1980)        | 13 juni 1975             | 30 november 1975  | Onafhankelijk                  | Liinamaa       | 1972           |
| (27)  |                     | Martti Miettunen      | Martti Miettunen (1907–2002)      | 30 november 1975         | 15 mei 1977       | Centrumpartij                  | Miettunen II   | 1975           |
| (27)  | Miettunen III       | Martti Miettunen      | Martti Miettunen (1907–2002)      | 30 november 1975         | 15 mei 1977       | Centrumpartij                  |                | 1975           |
| (34)  |                     | Kalevi Sorsa          | Kalevi Sorsa (1930–2004)          | 15 mei 1977              | 26 mei 1979       | Sociaal- Democratische Partij  | Sorsa II       | 1975           |
| (32)  |                     | Mauno Koivisto        | Mauno Koivisto (1923–2017)        | 26 mei 1979              | 28 oktober 1981   | Sociaal- Democratische Partij  | Koivisto II    | 1979           |
| [ 5 ] |                     | Eino Uusitalo         | Eino Uusitalo (1924–2015)         | 28 oktober 1981          | 20 februari 1982  | Centrumpartij                  | Koivisto II    | 1979           |
| (34)  |                     | Kalevi Sorsa          | Kalevi Sorsa (1930–2004)          | 20 februari 1982         | 30 april 1987     | Sociaal- Democratische Partij  | Sorsa III      | 1979           |
| (34)  | Sorsa IV            | Kalevi Sorsa          | Kalevi Sorsa (1930–2004)          | 20 februari 1982         | 30 april 1987     | Sociaal- Democratische Partij  | 1983           |                |
| 36    |                     | Harri Holkeri         | Harri Holkeri (1937–2011)         | 30 april 1987            | 26 april 1991     | Nationale Coalitiepartij       | Holkeri        | 1987           |
| 37    |                     | Esko Aho              | Esko Aho (1954)                   | 26 april 1991            | 13 april 1995     | Centrumpartij                  | Aho            | 1991           |
| 38    |                     | Paavo Lipponen        | Paavo Lipponen (1941)             | 13 april 1995            | 17 april 2003     | Sociaal- Democratische Partij  | Lipponen I     | 1995           |
| 38    | Lipponen II         | Paavo Lipponen        | Paavo Lipponen (1941)             | 13 april 1995            | 17 april 2003     | Sociaal- Democratische Partij  | 1999           |                |
| 39    |                     | Anneli Jäätteenmäki   | Anneli Jäätteenmäki (1955)        | 17 april 2003            | 23 juni 2003      | Centrumpartij                  | Jäätteenmäki   | 2003           |
| 40    |                     | Matti Vanhanen        | Matti Vanhanen (1955)             | 23 juni 2003             | 22 juni 2010      | Centrumpartij                  | Vanhanen I     | 2003           |
| 40    | Vanhanen II         | Matti Vanhanen        | Matti Vanhanen (1955)             | 23 juni 2003             | 22 juni 2010      | Centrumpartij                  | 2007           |                |
| 41    |                     | Mari Kiviniemi        | Mari Kiviniemi (1968)             | 22 juni 2010             | 22 juni 2011      | Centrumpartij                  | 2007           | Kiviniemi      |
| 42    |                     | Jyrki Katainen        | Jyrki Katainen (1971)             | 22 juni 2011             | 24 juni 2014      | Nationale Coalitiepartij       | Katainen       | 2011           |
| 43    |                     | Alexander Stubb       | Alexander Stubb (1968)            | 24 juni 2014             | 29 mei 2015       | Nationale Coalitiepartij       | Stubb          | 2011           |
| 44    |                     | Juha Sipilä           | Juha Sipilä (1961)                | 29 mei 2015              | 6 juni 2019       | Centrumpartij                  | Sipilä         | 2015           |
| 45    |                     | Antti Rinne           | Antti Rinne (1962)                | 6 juni 2019              | 10 december 2019  | Sociaal- Democratische Partij  | Rinne          | 2019           |
| 46    |                     | Sanna Marin           | Sanna Marin (1985)                | 10 december 2019         | 20 juni 2023      | Sociaal- Democratische Partij  | Marin          | 2019           |
| 47    |                     | Petteri Orpo          | Petteri Orpo (1969)               | 20 juni 2023             | heden             | Nationale Coalitiepartij       | Orpo           | 2023           |

## Afkortingen
| Afkorting | Partij                                  | Stroming                              |
| --------- | --------------------------------------- | ------------------------------------- |
| Mil.      | Militair                                |                                       |
| SDP       | Sociaaldemocratische Partij van Finland | sociaaldemocratisch                   |
| NSP       | Jong-Finse Partij                       | progressief liberaal, nationalistisch |
| NCP       | Nationale Coalitiepartij                | conservatief                          |
| NPP       | Nationale Progressieve Partij           | progressief liberaal                  |
| n/p       | partijloos                              |                                       |
| ML        | Finse Agrarische Partij                 | centrum                               |
| SKDL      | Finse Volksdemocratische Liga           | communistisch/links-socialistisch     |
| VL        | Vrijdenkersbond                         | liberaal                              |
| SFP       | Zweedse Volkspartij                     | Zweedstalige liberalen                |
| KESK      | Centrumpartij                           | centrum                               |